# HMS Glowworm (H92)
La HMS Glowworm (Pennant number H92), terza nave da guerra della Royal Navy britannica a portare questo nome, è stata un cacciatorpediniere classe G. Costruita nei cantieri John I. Thornycroft & Company, venne impostata il 15 agosto 1934, varata il 22 luglio 1935 ed entrò in servizio il 22 gennaio 1936.

## Servizio
Tra l'ingresso in servizio e lo scoppio della seconda guerra mondiale la Glowworm servì nella 1ª Flottiglia Cacciatorpediniere della Mediterranean Fleet. Durante la guerra civile spagnola pattugliò le coste spagnole in attuazione delle decisioni del Comitato di non intervento. Tra il 27 maggio e '8 giugno 1937 tornò brevemente a Portsmouth per lavori, tornando quindi nel Mediterraneo. L'anno successivo venne sottoposta ad un più lungo ciclo di lavori, scortando quindi il transatlantico SS Strathnaver a Malta durante la crisi di Monaco, nel settembre 1938. In seguito scortò l'incrociatore Arethusa ad Aden. Il 16 maggio 1939, durante delle esercitazioni notturne, entrò in collisione con la pari classe Grenade, venendo costretta quindi a tornare ad Alessandria per riparazioni temporanee. I lavori definitivi vennero eseguiti a Malta tra il 23 maggio e il 24 giugno successivi.
Allo scoppio della guerra si trovava ancora ad Alessandria, venendo trasferita in patria poco dopo agli inizi di ottobre 1939 insieme ad altri tre cacciatorpediniere della classe: la Gallant, la Grafton e la Greyhound per proteggere le coste sud-occidentali dell'Inghilterra, operando dalla base di Plymouth. Il 12 novembre venne trasferita a Harwich per operare con compiti di scorta e pattugliamento nel Mare del Nord. Il 22 febbraio 1940, venne urtata violentemente dalla nave svedese Rex mentre si trovava all'ancora. L'unità riportò seri danni allo scafo e dovette entrare in cantiere a Kingston upon Hull per riparazioni, dove rimase fino al 20 marzo. Trasferita nella 1ª Flottiglia Cacciatorpediniere con base a Scapa Flow, partecipò dall'inizio di aprile all'Operazione Wilfred, nome in codice degli sbarchi britannici in Norvegia, di scorta all'incrociatore da battaglia HMS Renown ed insieme alle unità gemelle Greyhound, Hero ed Hyperion. Dopo una missione di scorta a una forza di posamine, il 6 aprile si allontanò dalla forza principale per ricercare un uomo caduto in mare.

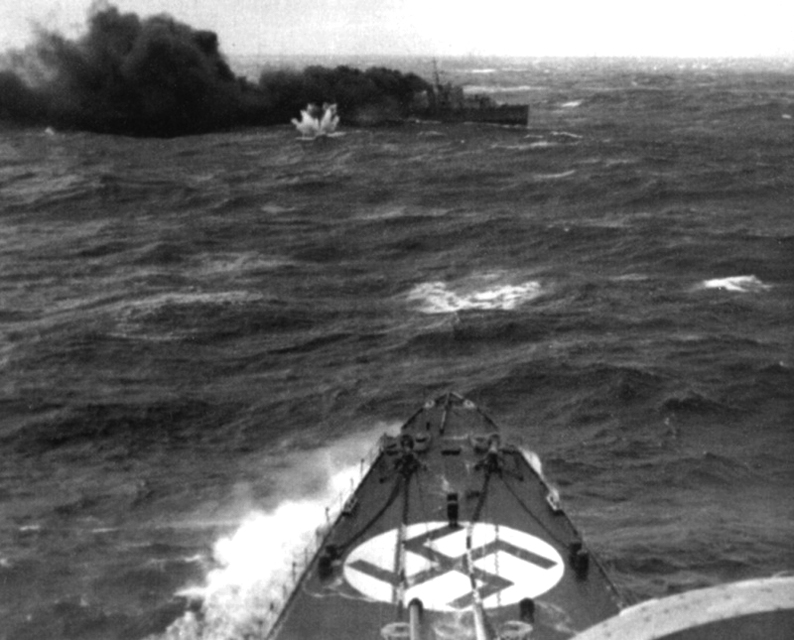
Una immagine del Glowworm presa dalla Admiral Hipper, 8 Aprile 1940. Il Glowworm, colpito dalla Hipper, emette vistosamente fumo che cerca di sfruttare come copertura.

Il 7 aprile aerei britannici individuarono una squadra navale tedesca. La sera stessa unità della Home Fleet salparono per intercettarle. Il cacciatorpediniere Glowworm, allontanatosi il giorno prima, intercettò per caso la formazione dell'incrociatore pesante Hipper (adibita anche a trasporto di 1.700 Gebirgsjäger), ma inizialmente avvistò solo i suoi caccia di scorta Z11 Bernd von Arnim e Z18 Hans Lüdemann: il tenente comandante Gerard Broadmead Roope, ignaro della presenza della Hipper, alle ore 8:00 attaccò con i cannoni i cacciatorpediniere che nel frattempo avevano comunicato la sua presenza all'unità maggiore, lunga il doppio e quattro volte la stazza della nave britannica. Incredibilmente, quando il Glowworm la avvistò la scambiò per una nave amica e le consentì di avvicinarsi oltremodo finendone sotto il fuoco diretto che, alla quarta salva, la centrò. Sfruttando il fumo che aveva iniziato a emettere, il Glowworm cercò di disimpegnarsi ma il tiro dei tedeschi era a guida radar e non venne influenzato; alle 10:10 il caccia fu bersagliato dai cannoni da 105mm che ne devastarono la sovrastruttura, abbatterono l'albero maestro e misero fuori uso la postazione anteriore. Il corto circuito dell'impianto elettrico bloccò la sirena di allarme che continuò a risuonare per tutta la durata dello scontro. Alla distanza di 800 metri la Glowworm lanciò una salva di siluri che andò a vuoto perché il comandante della Hipper, capitano Hellmuth Heye, teneva la nave di prua per minimizzare il bersaglio offerto. Roope stava tentando di lanciare dal secondo impianto lanciasiluri e fece virare a dritta il caccia, ma la Hipper lo seguì nel fumo. Rendendosi conto di non avere possibilità di scampo e con la nave semidistrutta dal fuoco dei cannoni da 203 mm dell'avversario, alle 10:10 Roope non esitò a speronare la grande nave tedesca, danneggiandola lungo la fiancata vicino a prua. Il Glowworm affondò per l'esplosione delle caldaie alle 10:24, con gli artiglieri che continuavano a fare fuoco, mentre la Hipper imbarcò quasi 500 t d'acqua ma il suo equipaggio riuscì a isolare il compartimento e, dopo un'attesa di un giorno in mare, proseguì verso Trondheim che fu presa dalle truppe da montagna imbarcate senza combattere, eccettuato un breve scambio di cannonate con le batterie costiere norvegesi all'ingresso in rada. Successivamente, finì in bacino per due settimane di riparazioni.
Prima della fine dello scontro l'unità riuscì anche ad avvisare il resto della flotta delle presenza di navi di superficie tedesche nella zona. Centoundici uomini dell'equipaggio rimasero uccisi nell'azione, mentre altri 39 vennero presi prigionieri. Il comandante  Roope perì durante le operazioni di salvataggio e venne in seguito insignito della Victoria Cross, grazie alla segnalazione di Von Armin che scrisse direttamente al comando britannico per riportare l'eroismo di una piccola unità che aveva combattuto così tenacemente contro una forza nemica tanto maggiore, nonché alla testimonianza di vari sopravvissuti dell'equipaggio.